# Conocrambus
Conocrambus é um gênero de mariposa pertencente à família Crambidae.